# Кладбище Турку
Кладбище Турку (фин. Turun hautausmaa) — центральное муниципальное кладбище города Турку, расположенное в районе Васарамяки.
Общая площадь некрополя составляет 59,2 гектара, а численность захоронений на начало 2018 года достигала порялка 50 тысяч.
На кладбище покоятся останки ряда значимых для истории Финляндии политических, общественных, научных деятелей, представителей культуры и спорта. Значительное число надгробий выполнены по проектам известных художников и скульпторов и входят в реестр охраняемых государством объектов культурного наследия.

## История
Кладбище изначальной площадью в 15 гектаров было открыто для погребений в 1807 году и спроектировано шведским архитектором Карло Франческо Басси.
Одновременно с погребениями, осуществляемыми евангелическо-лютеранской церковью Финляндии, на кладбище в XIX веке был предусмотрен участок для захоронения членов православного прихода церкви святой царицы Александры, а также иудейской общины города.
В 1915 году был открыт участок для погребения мусульман, а в 1936 году — участок для захоронения членов католического прихода церкви святой Бригитты и сестёр одноименного католического монастыря.
В структуру кладбищенского комплекса входят лютеранская церковь Воскресения Христова, спроектированная и построенная в 1941 году по проекту архитектора Эрика Брюгмана, а также часовня святого Креста, выполненная по проекту архитектора Пекки Питкянена и воздвигнутая в 1967 году. В комплексе с часовней Креста находится помещение крематория.